# Сугак, Сергей Савельевич
Сергей Савельевич Сугак (6 октября 1909, Рудня-Воробьёвка, Черниговская губерния — 21 июня 2001, Жуковский, Московская область) — советский военный лётчик, Герой Советского Союза, гвардии полковник (1951).

## Биография

### Ранние годы
Родился 23 сентября 1909 года в селе Рудня-Воробьёвка ныне Гордеевского района Брянской области. Работал в сельском хозяйстве, в 1929—1930 годах — рабочий-вагонщик на шахте в Донбассе. В 1933 году окончил Ржевский педагогический техникум. Работал учителем в городе Себеж. В армии с августа 1934 года. В 1937 году окончил Энгельсскую военную авиационную школу лётчиков.

### Военная служба
Служил в строевых частях ВВС. Участник советско-финской войны 1939—1940 в должности младшего лётчика 7-го тяжёлобомбардировочного авиационного полка. Совершил 6 боевых вылетов на бомбардировщике ТБ-3. Участник Великой Отечественной войны: в июне 1941 — июне 1942 года — командир корабля 7-го тяжёлобомбардировочного авиационного полка; в июне 1942 — мае 1945 года — командир корабля, заместитель командира авиаэскадрильи 746-го авиационного полка. К марту 1944 года совершил 171 ночной боевой вылет на бомбардировку важных объектов в тылу противника, скоплений его живой силы и техники.
Всего за время войны совершил 200 боевых вылетов на бомбардировщиках ТБ-3, Пе-8, В-25 «Митчелл» и В-24 «Либерейтор». В 1948 году окончил Высшую офицерскую лётно-тактическую школу Дальней авиации. Продолжал службу в Дальней авиации, летал на реактивных бомбардировщиках Ту-16. С ноября 1962 года — в запасе.

### Смерть
После увольнения в запас Сергей Савельевич Сугак жил в городе Жуковском. Работал инженером на фабрике бумажных изделий. Он умер 21 июня 2001 года. Похоронен на кладбище села Островцы в Московской области.

## Награды и звания
- Герой Советского Союза — за мужество и героизм, проявленные в боях с немецко-фашистскими захватчиками (указ Президиума Верховного Совета СССР от 13 марта 1944 года)
- Награждён двумя орденами Ленина, двумя орденами Красного Знамени, орденами Отечественной войны 1-й и 2-й степеней, двумя орденами Красной Звезды, двумя медалями «За боевые заслуги», другими медалями